# Stenoplesictidae
Stenoplesictidae — вимерла родина хижих ссавців підряду Котовиді (Feliformia).

## Класифікація
- Підродина Stenoplesictinae
  - Рід Shandgolictis (Hunt, 1998)
    - Shandgolictis elegans (Hunt, 1998)

  - Рід Asiavorator (Spassov & Lange-Badré, 1995)
    - Asiavorator altidens (Spassov & Lange-Badré, 1995)

  - Рід Moghradictis (Morlo, Miller & El-Barkooky, 2007)
    - Moghradictis nedjema (Morlo et al., 2007) (Пізній міоцен, Ваді Могхра, Єгипет)

  - Рід Africanictis (Morales, Pickford, Soria & Fraile, 1998) (можливо належить до Percrocutidae)
    - Africanictis meini (Morales et al., 1998) (Міоцен, Африка)
    - Africanictis schmidtkittleri (Morales et al., 1998) (Міоцен, Африка)

  - Рід Mioprionodon (Schmidt-Kittler, 1987)
    - Mioprionodon pickfordi (Schmidt-Kittler, 1987)

  - Рід Stenoplesictis (Filhol, 1880)
    - Stenoplesictis muhoronii (Schmidt-Kittler, 1987)
    - Stenoplesictis cayluxi (Олігоцен, Франція)
    - Stenoplesictis minor (Олігоцен, Франція)
    - Stenoplesictis crocheti
    - Stenoplesictis indigenus (Dashzeveg, 1996) (Монголія)

  - Рід Palaeoprionodon (Filhol, 1880)
    - Palaeoprionodon lamandini (Filhol, 1880) (Олігоцен, Франція)

  - Рід Anictis (Kretzoi, 1945)
    - Anictis simplicidens (Schlosser, 1890) (Олігоцен, Франція)

  - Рід Haplogale
    - Haplogale media (Filhol, 1882) (Олігоцен, Франція)

  - Рід Viretictis (Bonis, Peigné & M. Hugueney, 1999)
  - Viretictis sp. (Олігоцен, Франція)
- Підродина Proailurinae
  - Рід Stenogale (Schlosser, 1888)
    - Stenogale julieni (Міоцен, Франція)
    - Stenogale intermedia (Олігоцен, Франція)
    - Stenogale bransatensis (Олігоцен, Франція)
    - Stenogale aurelianensis (Міоцен, Франція)

  - Рід Proailurus (Filhol, 1879) (також відносять до Felidae)
    - Proailurus lemanensis (Filhol, 1879) (Олігоцен, Франція)
    - Proailurus gracilis (Filhol, 1877) (=Stenogale gracilis) (Олігоцен, Франція)
    - Proailurus brevidens (=Stenogale brevidens)